# Siviriez
Siviriez (Cheveri  en patois fribourgeois) est une localité et une commune suisse du canton de Fribourg, située dans le district de la Glâne.

## Géographie

Vue aérienne de la commune en 1964.

La commune de Siviriez se situe au sud du district de la Glâne à une altitude moyenne de 770 m. Le point le plus bas se trouve à 718 m. sur le lit de la Glâne au Nord de la commune et point le plus haut dans la forêt du bois de Ban à 909 m. sur le territoire de Prez-vers-Siviriez.
Siviriez présente une superficie de 2 028 km2. Le territoire communal comprend 7,10% de surfaces bâties (habitat ou infrastructure), 74,4% à de surfaces agricoles, 17,2% à de surfaces boisées et 0,4% à de surfaces improductives.
Siviriez est limitrophe de Billens-Hennens, Le Flon, Mézières, Romont, Ursy, Vuisternens-devant-Romont ainsi que Lucens dans le canton de Vaud.
La rivière traversant le territoire communal est La Glâne dont les eaux rejoindront la mer du Nord, via la Sarine, l'Aar puis le Rhin.
La commune est desservie par différentes lignes de bus. 
Une gare ferroviaire a existé (en bas du village de Siviriez) sur la ligne Berne-Lausanne depuis l'ouverture à l'exploitation (1897) jusqu'à sa fermeture en décembre 2017.

### Localités
Siviriez comprend les localités suivantes avec leur code postal et les dates des différentes fusions :
| Localité            | NPA  | Année de fusion |
| ------------------- | ---- | --------------- |
| Chavannes-les-Forts | 1676 | 2004            |
| Le Saulgy           | 1678 | 1978            |
| Prez-vers-Siviriez  | 1677 | 2004            |
| Siviriez            | 1678 | 1978, puis 2004 |
| Villaraboud         | 1679 | 2004            |
| Villaranon          | 1678 | 1978            |

La commune comprend également le hameau de La Pierraz qui faisait partie de l'ancienne commune de Chavannes-les-Forts  et le lieu-dit de Drognens (casernes). Depuis la béatification de Marguerite Bays en 1995, sa maison à La Pierraz fait l'objet d'un pèlerinage qui comprend également la chapelle du Bois de Villaraboud qui lui est dédiée depuis l'an 2000, et l’abbaye cistercienne de la Fille-Dieu à Romont. Deux parcours proposés aux pèlerins « sur les pas de Marguerite Bays » : le premier relie Siviriez à la chapelle de Notre-Dame du Bois à Siviriez en passant par La Pierraz, et retour, le second, plus long, part de Siviriez pour gagner l’abbaye cistercienne de la Fille-Dieu à Romont,.

## Population et société

### Surnom
Les habitants de la commune sont surnommés les Cravatas, lè Gravata Hô en patois fribourgeois, soit ceux qui portent de hautes cravates.

### Démographie
Siviriez compte 2 566 habitants en 2023. Sa densité de population atteint 127 hab./km2.
Le graphique suivant résume l'évolution de la population de Siviriez entre 1850 et 2008 :

## Économie
Rolland-Yves Mauvernay, fondateur de la société Debiopharm s'est établi à Siviriez en 2005 et est décédé en novembre 2017. Il faisait partie des 300 suisses les plus riches selon le magazine Bilan. Sa fortune, estimée entre 1 000 à 1 500 millions de francs suisses, a permis d'augmenter les recettes fiscales de la commune qui sont ainsi passées de 3,2 millions à 13,4 millions en 2010. Les casernes de Drognens contribuent modestement à l'activité économique locale.

## Patrimoine bâti
Église Saint-Sulpice. L'église date de 1804-1807 et a été bâtie par Jean-Baptiste Balzolerio. En 1931-1933, l'architecte Fernand Dumas est chargé de transformations majeures, avec démolition du chœur et construction d'un porche en béton, d'une chapelle baptismale et cage d'escalier symétriques flanquant la tour en grès, enfin de la création d'un transept et chœur rétréci en abside. Gaston Faravel imagine la polychromie, les motifs des lunettes de la nef et le chemin de croix en 1933-1934.
Vitraux. Cette église est particulièrement importante pour son ensemble de vitraux du  XXe siècle. Dans le chœur, les verrières illustrant le cycle de l'année liturgique sont dues à Samuel Buri, réalisation Marie-Pierre et Geneviève Monterini, 1987. — Au transept, les verrières montrent des vies de saints, par Alexandre Cingria, réalisation Kirsch & Fleckner, 1936. — Dans la nef, Théodore Strawinsky réalise en  1947 les vitraux qui illustrent des ensembles thématiques : la Transfiguration, entre le Buisson ardent et la Conversion de Paul, Jésus parmi les docteurs de la loi, entre le Concile Vatican I et le Curé d'Ars enseignant, l'Adoration des bergers, entre Dieu le Père, le Saint-Esprit et les Rois mages, la Tempête apaisée, entre Noé envoyant la colombe et la Diète de Stans , enfin la Sainte Cène, entre le Sacrifice de Melchisedec et la Communion.
Par ailleurs, on doit à Gaston Faravel (réalisation Herbert Fleckner, 1948), les vitraux suivants : l'agonie au Jardin des Oliviers, entre le Calvaire et le Baiser de Judas, l'Annonciation, entre le Péché originel et l'Expulsion du paradis, la (la)Traditio clavium (La Remise des clefs à saint Pierre, entre le Pape et la Confession.
Cloches. Cloche gothique XVe siècle, et cinq cloches datant de 1953, fonderie H. Ruetschi, Aarau.